# ایستگاه متروی علی‌آباد
ایستگاه متروی علی‌آباد، یکی از ایستگاه‌های متروی تهران است که در بلوار دستواره محله علی آباد شمالی واقع شده‌است. این ایستگاه در خط یک مترو تهران واقع شده‌است.